# クリス・アダムス
"ジェントルマン" クリス・アダムス（"Gentleman" Chris Adams、本名：Christopher Adams、1955年2月10日 - 2001年10月7日）は、イギリス・ウォリックシャー州ラグビー出身のプロレスラー。モスクワとロサンゼルスの両オリンピックで銀メダルを獲得した柔道家のニール・アダムスは実弟である。
1980年代から1990年代にかけて、アメリカ合衆国のテキサス地区を主戦場に活動。その甘いマスクで女性ファンの人気を獲得する一方、ジノ・ヘルナンデスとのヒールのタッグチーム、ダイナミック・デュオ（The Dynamic Duo）で悪名を売るなど善悪両方のポジションで活躍した。ストーン・コールド・スティーブ・オースチンの師匠としても知られている。スーパーキックの名手として知られ、本来はトラースキックといわれた技をスーパーキックと認知させた第一人者としても知られる。

## 来歴
少年時代から格闘技に励み、柔道や空手の段位も取得。イギリスを代表するプロレスラーのビッグ・ダディやトニー・セント・クレアーのトレーニングを受け、1978年に英国でデビュー。武道のバックグラウンドをキャラクターに活かし、当時は "ジュードー" クリス・アダムスまたは "ブラックベルト" クリス・アダムスなどと名乗っていた。
1980年からアメリカのマット界に進出し、ロサンゼルス地区のNWAハリウッド・レスリングに参戦。1981年3月、ボボ・ブラジルを破りNWAアメリカス・ヘビー級王座を獲得、ジョン・トロスともタイトルを争った。同年5月、ロサンゼルスとの提携ルートで新日本プロレスに初来日し、MSGシリーズの第4回大会に出場。リーグ戦ではキャリア不足と軽量が響き白星配給係となったが、そのフレッシュでイキのいいファイトスタイルで高評価を獲得。以降も新日本プロレスの常連外国人となり、藤波辰巳や初代タイガーマスクと好勝負を展開した。また、新日本のブッキングでメキシコのLLIにも遠征し、1981年10月18日にペロ・アグアヨからWWFライトヘビー級王座を奪取している。

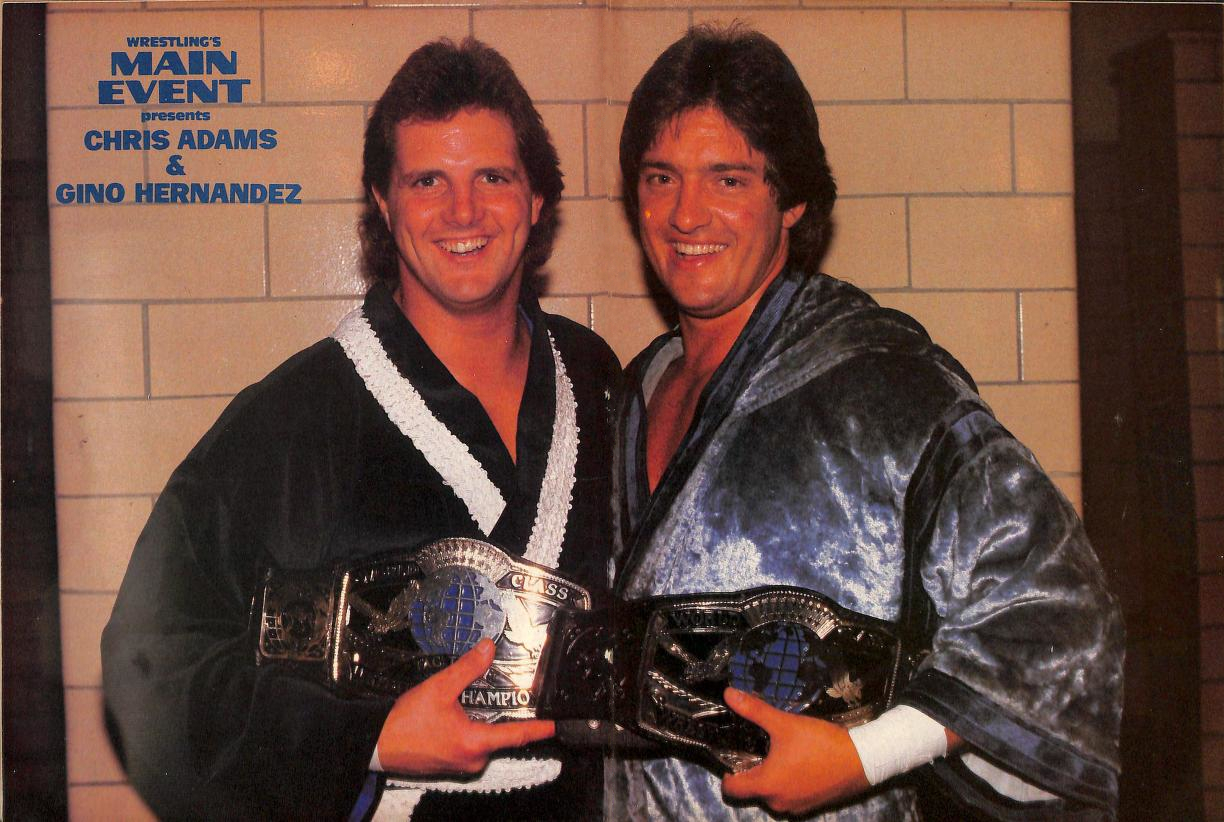
ジノ・ヘルナンデス（右）とのダイナミック・デュオ（1985年）

1983年より "ジェントルマン" クリス・アダムスを名乗り、フリッツ・フォン・エリックが主宰するテキサス州ダラスのWCCWに定着。英国からやって来たフォン・エリック兄弟の友人としてベビーフェイス人気を獲得し、ジミー・ガービンやファビュラス・フリーバーズ（マイケル・ヘイズ、テリー・ゴディ、バディ・ロバーツ）と抗争、リック・フレアーのNWA世界ヘビー級王座にも度々挑戦した。しかし1984年9月、ケビン・フォン・エリックとの仲間割れアングルが組まれてヒールに転向。翌1985年には同じ色悪系の "ゴージャス" ジノ・ヘルナンデスと "ダイナミック・デュオ" を結成し、NWAアメリカン・タッグ王座を巡ってケビン&ケリー・フォン・エリックと抗争を繰り広げた。
1986年2月にヘルナンデスが急死してからはベビーフェイスに戻り、リック・ルードとの抗争を開始。同年7月4日にはルードからWCWA（WCCW）世界ヘビー級王座を奪取している。1987年にはビル・ワット主宰のミッドサウス版UWFにも参戦し、2月7日に行われたUWF世界タッグ王座決定トーナメントにテリー・テイラーと組んで出場。決勝で若手ヒール時代のスティング&リック・スタイナーを破り、チャンピオン・チームとなった。
1988年の末からはダラスでプロレスリング・スクールを開校し、スティーブ・オースチンらを指導する。ダラスのWCCWがテネシー州メンフィスのCWAと合併し1989年にUSWAが発足すると、同団体にて弟子のオースチンの抗争相手も務めた。USWAではエディ・ギルバートやブライアン・クリストファーとも対戦している。
1991年にWWFのトライアウトを受けるが契約は見送られ、ダラスの新団体GWFに定着。アイスマン・パーソンズやブラック・バートを抗争相手に、1993年12月と1994年7月の2度に渡り、同団体認定の北米ヘビー級王座を獲得した。日本には1994年にNOW、1995年にSPWFと大日本プロレスに参戦。以降もシカゴのAWFなどのインディー団体を転戦した後、1997年9月よりWCWに登場。ロード・スティーブン・リーガルと英国人コンビを組んだが本格的なタッグチーム結成には至らず、ミッドカードに出場するジョバーのポジションに甘んじ、1999年にWCWを解雇された。
その後はダラス周辺のインディー団体に単発参戦していたが、2000年4月、ドラッグとアルコールの過剰摂取で愛人と一緒に無意識状態になっているところを知人宅で発見される。愛人は数時間後に死亡、アダムスは故殺罪に問われたが、裁判を控えた2001年10月7日、酒の上での喧嘩がもとで友人に正当防衛として射殺された。46歳没。

## 得意技
- スーパーキック
- エンズイギリ
- ドロップキック
- スリーパー・ホールド

## 獲得タイトル
NWAハリウッド・レスリング
- NWAアメリカス・ヘビー級王座：2回[5]
- NWAアメリカス・タッグ王座：2回（w / トム・プリチャード、リンゴ・リグビー）[20]

ワールド・クラス・チャンピオンシップ・レスリング
- NWAアメリカン・ヘビー級王座：4回[21]
- NWAアメリカン・タッグ王座：2回（w / ジノ・ヘルナンデス）[10]
- NWAテキサス・ブラスナックル王座：1回[22]
- NWA世界6人タッグ王座：2回（w / ジノ・ヘルナンデス&ジェイク・ロバーツ、スティーブ・シンプソン&ケビン・フォン・エリック）[23]
- WCCW / WCWA TV王座：4回[24]
- WCWA世界ヘビー級王座：1回[11]

ユニバーサル・レスリング・アソシエーション
- WWFライトヘビー級王座：1回[8]

ユニバーサル・レスリング・フェデレーション
- UWF世界タッグ王座：1回（w / テリー・テイラー）[12]

グローバル・レスリング・フェデレーション
- GWF北米ヘビー級王座：2回[15]